# Latarnia morska South Point
Latarnia morska South Point jest położona na południu Barbadosu. Jej wysokość wynosi 27 m.

## Historia
Jest to najstarsza latarnia morska na Barbadosie. Zbudowano ją w 1852, w najbardziej wysuniętym na południe punkcie wyspy. Latarnia morska nadal jest czynna, a także jest wielką atrakcją turystyczną. Obiekt, z wyjątkiem wieży jest otwarty dla zwiedzających. Budowlę upamiętniono w 1973 roku na rewersie barbadyjskiej monety 25 centów.